# 溴酸銀
溴酸銀（Silver bromate）是银的溴酸盐，化學式是AgBrO3。溴酸銀通常當作氧化劑使用。

## 參见
- 溴酸鉀